# Evenzio Herrera Diaz
Evenzio Herrera Diaz OFM (* 24. September 1955 in Spanien) ist spanischer Franziskaner und Patriarchalvikar für Zypern im Lateinischen Patriarchat von Jerusalem.
Evenzio Herrera Diaz trat der Ordensgemeinschaft der Franziskaner bei und empfing am 1. August 1981 die Priesterweihe.
Am 3. August 2010 wurde Evenzio Herrera Diaz durch den Lateinischen Patriarchat von Jerusalem, Fouad Twal, zum Patriarchalvikar für Zypern mit Sitz in Nicosia ernannt. Anfang März 2013 wurde Garret Edmunds OFM sein Nachfolger.
Er ist Mitglied der Konferenz der Lateinischen Bischöfe in den arabischen Regionen (CELRA).